# Lophocebus
Lophocebus är ett släkte i familjen markattartade apor med 6 arter som förekommer i centrala Afrika.

## Utseende
Dessa apor har en svart till svartgrå päls. Kroppslängden (huvud och bål) ligger mellan 40 och 72 centimeter. De har en yvig svans av 55 till 100 centimeters längd och vikten ligger mellan 4 och 11 kilogram. Det som skiljer Lophocebus från släktet Cercocebus är en avvikande konstruktion av näsbenet. Dessutom är Lophocebus övre ögonlock inte ljusare än övriga ansiktet. Hannar är större än honor men skillnaden är inte lika tydlig som hos andra arter i samma familj. Hos Lophocebus albigena blir hannar i genomsnitt 9 kg tung och honor når en genomsnittlig vikt av 7 kg.

## Utbredning och habitat
Utbredningsområdet sträcker sig från sydöstra Nigeria till norra Angola samt till Kongo-Kinshasa och Tanzania. Arterna lever främst i regnskogen i närheten av vattendrag. De undviker bergstrakter som är högre än 1700 meter över havet.

## Levnadssätt
Dessa apor vistas nästan enbart i träd och kommer sällan ner på marken. De använder vanligen trädens mellersta och övre delar. De lever i grupper av 6 till 28 individer men ibland syns mindre grupper. Grupperna består av en eller några få hannar samt flera honor med deras ungar. De kommunicerar med olika läten och kroppsställningar. Varje grupp har ett revir och inkräktare varnas med höga skrik. Aggressivitet förekommer sällan mellan de olika grupperna.
Födan utgörs av främst av frukt och frön, samt nötter, unga blad, naturgummi och ryggradslösa smådjur. Ibland hämtar de sin föda i fruktodlingar och där vistas de även på marken.
Hos en parningsberedd hona blir regionen kring könsorgan och anus tjockare och får en rosa färg. Efter dräktigheten, som varar cirka 175 dagar föder honan vanligtvis en unge. Det är inte känt hur länge ungen dias men enligt olika iakttagelser är flera honor i gruppen ansvarig för ungarnas uppfostring. Honor blir efter tre och hannar efter fem år könsmogna. Hannar måste sedan lämna moderns grupp men honor stannar hela livet i gruppen.
Den äldsta kända individen i fångenskap blev 32 år gammal.

## Status och hot
Dessa apor hotas genom habitatförstöring samt jakt när de befinner sig i fruktodlingar. De är dock inte lika hotade som många andra primater. IUCN har bara gett hotstatuts till två arter inom släktet: Lophocebus albigena som kategoriseras som livskraftig (LC) och Lophocebus aterrimus som kategorsieras som nära hotad (NT).

## Systematik och arter
Släktet Lophocebus och släktet Cercocebus sammanfattades tidigare under namnet mangaber men enligt nyare forskningar är likheterna bara ytlig.
Enligt Groves (2007) utgörs släktet av följande arter:
- Lophocebus albigena har grå skägg vid kinden och långa hår på skuldran, finns i Gabon och Kongo-Brazzaville.
- Lophocebus ugandae liknar den förstnämnda arten men har mindre storlek, endemisk för Uganda.
- Lophocebus osmani har rödbruna hår vid skuldran, lever i Kamerun.
- Lophocebus johnstoni pälsen är mörk, finns i Kongo-Kinshasa.
- Lophocebus aterrimus skägget vid kinden är brun, har en påfallande tofs på huvudet, lever i Kongo-Kinshasa.
- Lophocebus opdenboschi finns i Kongo-Kinshasa och Angola.

De fyra förstnämnda arterna behandlades fram till 2007 som en art. Kort efter höglandsmangabens upptäckt fördes den till detta släkte. Efter nya studier placeras den numera i det egna släktet Rungwecebus.